# Nokia 5310
Nokia 5310 XpressMusic nằm trong phân khúc điện thoại tầm trung, với khả năng chủ yếu là nghe nhạc tốc hành. Sản phẩm 5310 XpressMusic này ra đời để nhằm cạnh tranh với dòng Walkman-phone của Sony Ericsson và LiveLoud series của Samsung.